# Rohrwiesenbach (Steinbach)
Der Rohrwiesenbach ist ein rechter Zufluss des Steinbaches im Landkreis Aschaffenburg im bayerischen Spessart.

## Geographie

### Verlauf

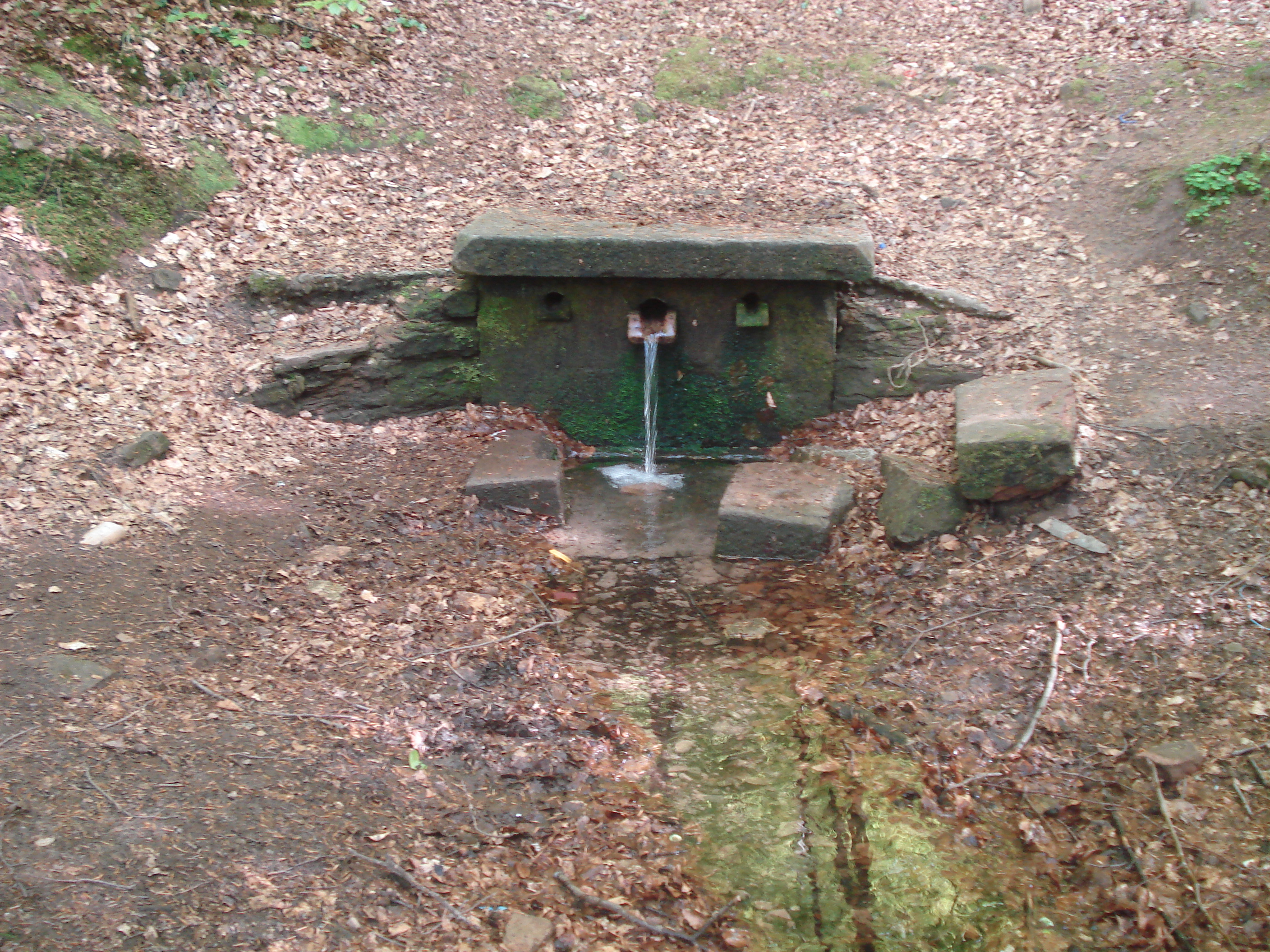
Der Heinrichsbrunnen

Der Rohrwiesenbach entspringt zwischen der Bundesautobahn 3 und der ehemaligen Bundesstraße 8, direkt an der Raststätte Spessart, im Rohrbrunnen. Die Quelle wurde für die Trinkwasserversorgung gefasst und gab dem Ort Rohrbrunn seinen Namen. Der dort im Wald entspringende Bach fließt nach Westen durch ein versumpftes Gebiet, unterquert die Autobahn und knickt nach Norden ab. Er verlässt das Gemeindegebiet von Weibersbrunn und verläuft zwischen Heinrichsberg (457 m) und Geiersberg (586 m), der höchsten Erhebung im Spessart, durch den Rohrbrunner Forst. Im weiteren Verlauf durchfließt der Rohrwiesenbach einige Lichtungen im Rohrwiesengrund. Von links mündet ein kleiner Bach, der im Heinrichsbrunnen entspringt. Der Rohrwiesenbach mündet an der Kläranlage östlich von Weibersbrunn in den Steinbach. Der Rohrwiesenbachs in Verlängerung mit dem Steinbach ist der längste Zufluss der Hafenlohr und hat das größte oberirdische Einzugsgebiet. .

### Flusssystem Hafenlohr
- Liste der Fließgewässer im Flusssystem Hafenlohr